# لا بويبلا دي لوس إنفانتيس (إشبيلية)
لا بويبلا دي لوس إنفانتيس (بالإسبانية: La Puebla de los Infantes)‏ هي بلدية إسبانية تقع في مقاطعة إشبيلية في الأندلس ذات الحكم الذاتي. تنتمي إلى كوماركا سييرا نورتي. إحداثياتها الجغرافية هي 37º 46' شمالاً و5º 23' غربًا. بلغ عدد سكانها 3.299 نسمة (2008) وتبلغ مساحتها 155 كيلومتر مربع بمُعدل كثافة سكانية 21,39. تقع على ارتفاع 230 مترًا و78 كيلو مترًا من العاصمة إشبيلية.